# Колвиця (село)
Колвиця (рос. Колвица) — село у Кандалакському районі Мурманської області Російської Федерації.
Населення становить 9 осіб. Належить до муніципального утворення Кандалакське міське поселення .

## Населення
| 2002 | 2010 |
| ---- | ---- |
| 9    | →9   |